# Sportnationaliteit
Sportnationaliteit, ook wel sportpaspoort, verwijst naar de nationaliteit die een sporter aanneemt als vertegenwoordiger van een land. Deze kan verschillen met de nationaliteit in een paspoort. De sportnationaliteit is van toepassing tijdens internationale wedstrijden. Hiervoor is het niet altijd nodig om de nationaliteit van een lidstaat te hebben en in het bezit te zijn van een paspoort van dat land.

## Toepassing

### Olympische Spelen

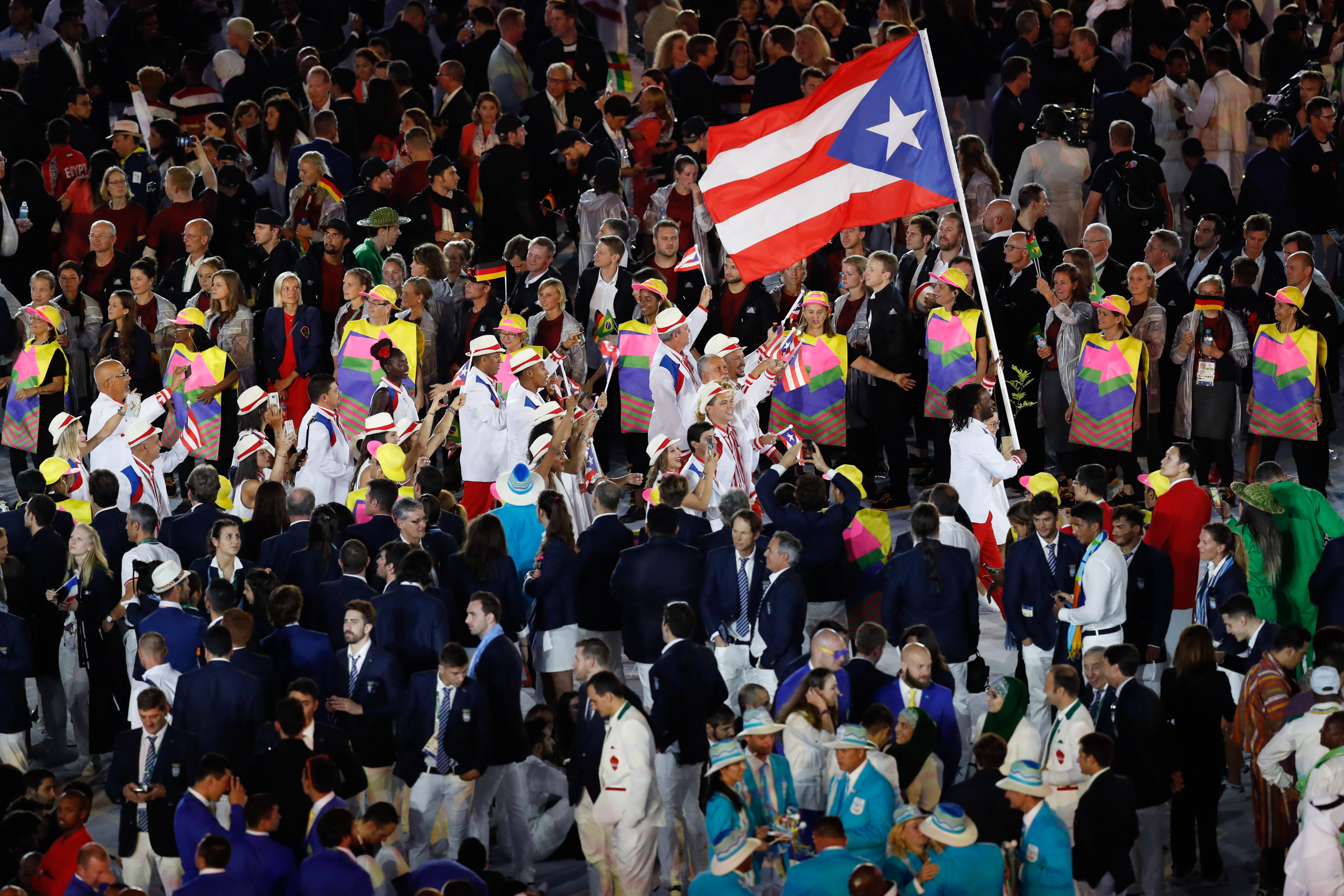
Puerto Rico op de Olympische spelen van 2016. Puerto Rico maakt deel uit van de Verenigde Staten, maar komt apart uit tijdens de Olympische Spelen

Sinds 2015 erkent het Internationaal Olympisch Comité (IOC) 206 verschillende Nationale Olympische Comités die atleten kunnen selecteren om deel te nemen aan de Olympische Spelen.
Puerto Rico heeft een eigen Nationaal Olympisch Comité en daarmee ook een eigen sportnationaliteit terwijl het land tot Amerikaans grondgebied behoort.

### Basketbal
In maart 1993 onderzocht het Hof van Arbitrage voor de Sport (CAS) het reglement betreffende de sportnationaliteit die de Internationale Basketbal Federatie (FIBA) had aangenomen. Het hof stelde dat er sprake is van twee rechtsordes naast elkaar die niet met elkaar conflicteren.

### Handbal
Handbal kent geen sportnationaliteit: alleen de nationaliteit gekoppeld aan het paspoort telt, met uitzondering van het Britse handbalteam, dat geen spelers uit Noord-Ierland selecteert.
Tijdens het Wereldkampioenschap handbal in 2015 werd Qatar tweede met een team van veelal kort ervoor genaturaliseerde spelers, zoals Bertrand Roiné die tijdens het wereldkampioen in 2011 nog voor Frankrijk speelde. Een ander voorbeeld is Talant Dujshebaev die in 1994 als Rus en in 1996 als Spanjaard tot beste handbalspeler van de wereld werd verkozen.
Bij de dames speelden in de jaren 1990 voor Oostenrijk veel genaturaliseerde speelsters die afkomstig waren uit met name de Sovjet-Unie en Joegoslavië.

### Rugby
Bij rugby wordt de sportnationaliteit niet verkregen door de eigen nationaliteit. Volgens voorschrift 8.1 van de internationale rugbyfederatie wordt de sportieve nationaliteit verkregen volgens de volgende criteria:
- Geboorte van de speler, ouder of grootouder in het land in kwestie.
- Verblijf 36 maanden aaneengesloten in het land onmiddellijk voor de wedstrijd.

### Voetbal
Sinds 1964 vereist de FIFA dat een voetballer alleen wordt geassocieerd met een enkel nationaal team, om misbruik en mogelijke nationale teams met spelers uit het buitenland te voorkomen. Deze regel geldt alleen voor de A-selecties. Sinds 2003 heeft de FIFA de regels voor voetballers met een dubbele nationaliteit meermaals gewijzigd.
Net als in de Democratische Republiek Congo is het hebben van een dubbele nationaliteit in Suriname verboden, maar mogen spelers met een paspoort van een ander land wel in het nationale voetbalelftal spelen.
Voor Congo hebben de Fransman Cédric Bakambu en de Nederlander Jérémy Bokila gespeeld.

#### Suriname

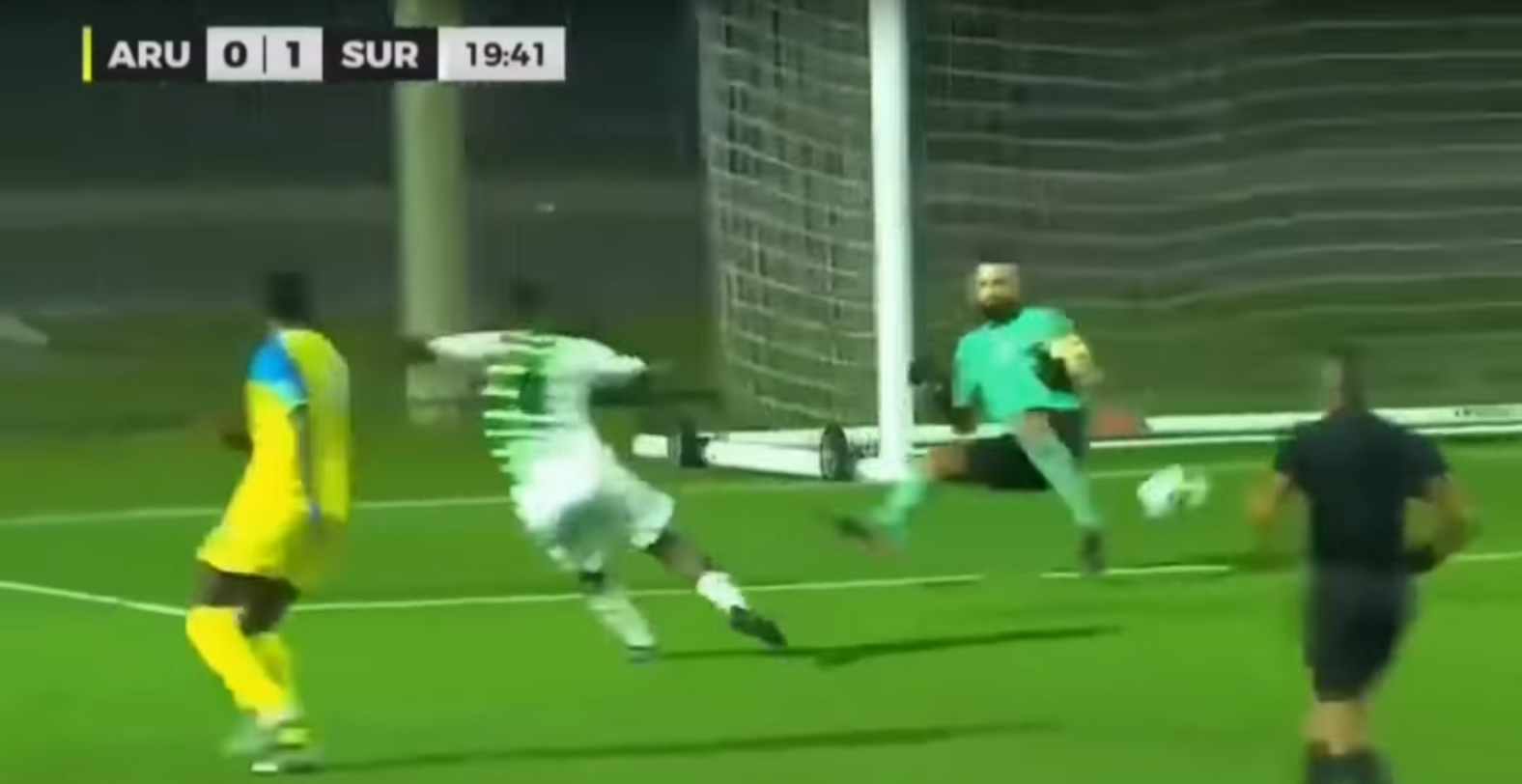
Goal van Nigel Hasselbaink tegen Aruba,
WK-kwalificatie op 28 maart 2021

Sinds de jaren 1980 heerste er onder Surinaamse sportjournalisten al het idee om voetballers uit de Surinaamse diaspora toe te laten tot het Surinaams voetbalelftal, geïnspireerd door succesvolle voetballers als Ruud Gullit, Frank Rijkaard, Clarence Seedorf, Edgar Davids en Patrick Kluivert. Er waren ook tegengeluiden, zoals van oud-atleet en leger-sportman Sammy Monsels die dacht dat de Nederlands-Surinamers nog te weinig affiniteit zouden hebben met Suriname. Bij de Surinaamse Voetbal Bond (SVB) begon het idee rond 2008 te leven, toen ze twee commissies instelde om de mogelijkheden te onderzoeken. Twee jaar later zocht de SVB contact met de wereldbond FIFA die in 2011 met het antwoord kwam dat voetballers met de Nederlandse nationaliteit niet voor Suriname mogen uitkomen, ondanks dat dubbele nationaliteiten voor beide landen door de Toescheidingsovereenkomst van 1975 niet zijn toegestaan.
Hierna werd de oplossing uiteindelijk gevonden in het sportpaspoort. Dean Gorré vergeleek dit in 2016 met een diplomatiek paspoort, dat iemand een diplomatieke status geeft gedurende een bepaalde periode. Vergelijkbaar mag een sporter het sportpaspoort ook enkel gebruiken tijdens een interland en dient hij het daarna weer teruggegeven. Omdat het WK 2018 te ambitieus werd geacht, werden vanaf dat moment meteen hun zinnen gezet op het WK 2022. In 2019 was de voetballer Nigel Hasselbaink de eerste sporter uit de diaspora die uitkwam voor het nationaal voetbalelftal. In 2021 volgden meer en meer voetballers.